# Seppois-le-Haut
Seppois-le-Haut (deutsch Obersept) ist eine französische Gemeinde mit 504 Einwohnern (Stand 1. Januar 2022) im Département Haut-Rhin in der Region Grand Est (bis 2015 Elsass).

## Geografie
Die Gemeinde Seppois-le-Haut im Sundgau liegt 13 Kilometer südlich von Altkirch im Tal der Largue, fünf Kilometer von der Schweizer Grenze entfernt.

## Geschichte
1302 erscheint der Ort in den Urkunden als Septen superior. Bis 1324 gehörte er zur Grafschaft Pfirt und kam dann durch die Heirat der Johanna von Pfirt mit Herzog Albrecht II. von Österreich an Habsburg. Im Westfälischen Frieden 1648 ging der Ort mit dem ganzen elsässischen Besitz der Habsburger an die französische Krone. Von 1303 bis 1568 war er Verwaltungszentrum innerhalb der zur Herrschaft Belfort gehörenden Vogtei Delle für die Dörfer Réchesy, Pleigne (Schweiz), Bisel, Largitzen, Niedersept, Überstrass und den abgegangenen Ort Erzach. Im 19. Jahrhundert waren in Obersept eine berittene Gendarmeriebrigade und eine Zöllnerbrigade stationiert. 1859 wurde Obersept selbständige Pfarrei. Zu Beginn des 19. Jahrhunderts lebten um die 180 Juden im Dorf. Von 1871 bis 1918 gehörte der Ort zum Reichsland Elsass-Lothringen. Im Ersten Weltkrieg wurde  der Ort, durch den die Front verlief, 1916 fast vollständig zerstört. Der Wiederaufbau dauerte bis 1930.

## Bauwerke
Die Pfarrkirche St. Hubert wurde 1850–51 errichtet, im Ersten Weltkrieg stark beschädigt und danach weitgehend in den alten Formen wieder hergestellt. Weihe 1928. Die Innenausstattung ist original erhalten.
Die in den Urkunden 1302 erstmals erwähnte Heiligkreuz-Kapelle enthält noch mittelalterliche Bausubstanz, unter anderem gotische Fenster im Chor. 1668 wurde das Schiff erneuert. Bis zum Bau der jetzigen Kirche diente sie als Gotteshaus der Gemeinde, ebenso nach deren Zerstörung 1916. Die Kapelle war selbst im Krieg beschädigt und wurde 1920 wieder instand gesetzt.
Obersept ist seit den Kriegsschäden von 1916 kein typisches Sundgauer Fachwerkdorf mehr.

## Bevölkerungsentwicklung
| Jahr      | 1962 | 1968 | 1975 | 1982 | 1990 | 1999 | 2007 | 2017 |
| Einwohner | 280  | 293  | 322  | 345  | 335  | 508  | 519  | 511  |

## Galerie

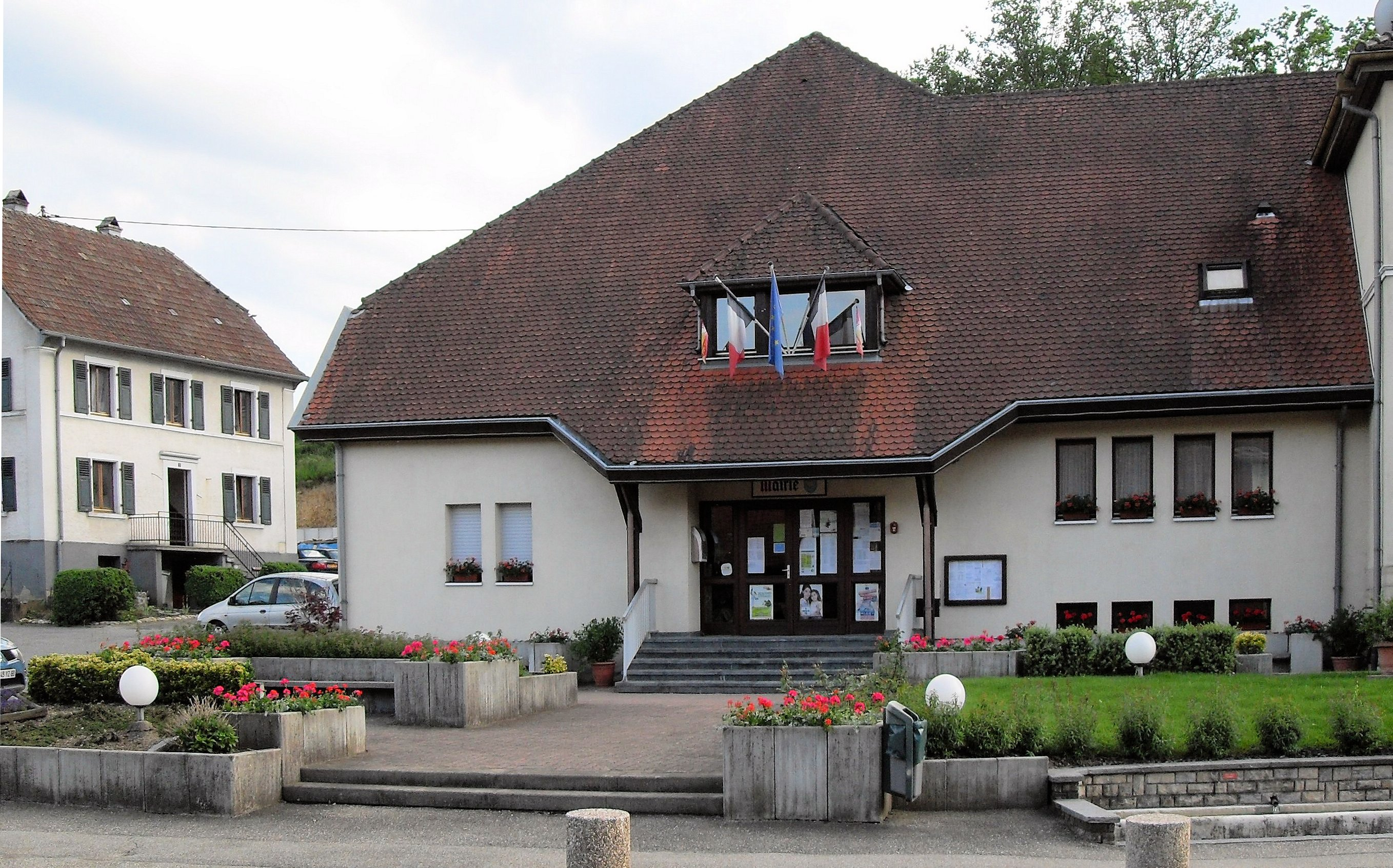
Rathaus
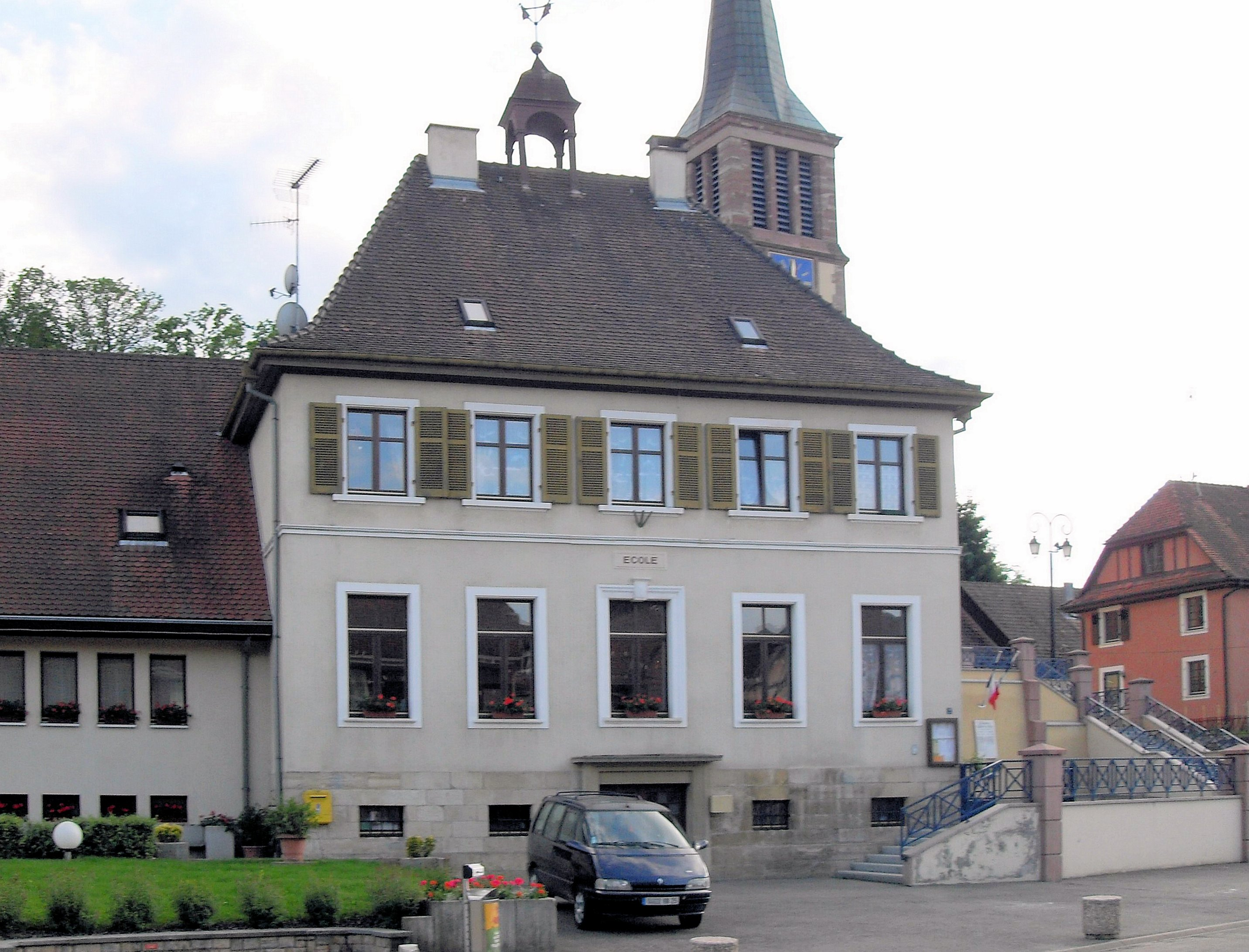
Grundschule
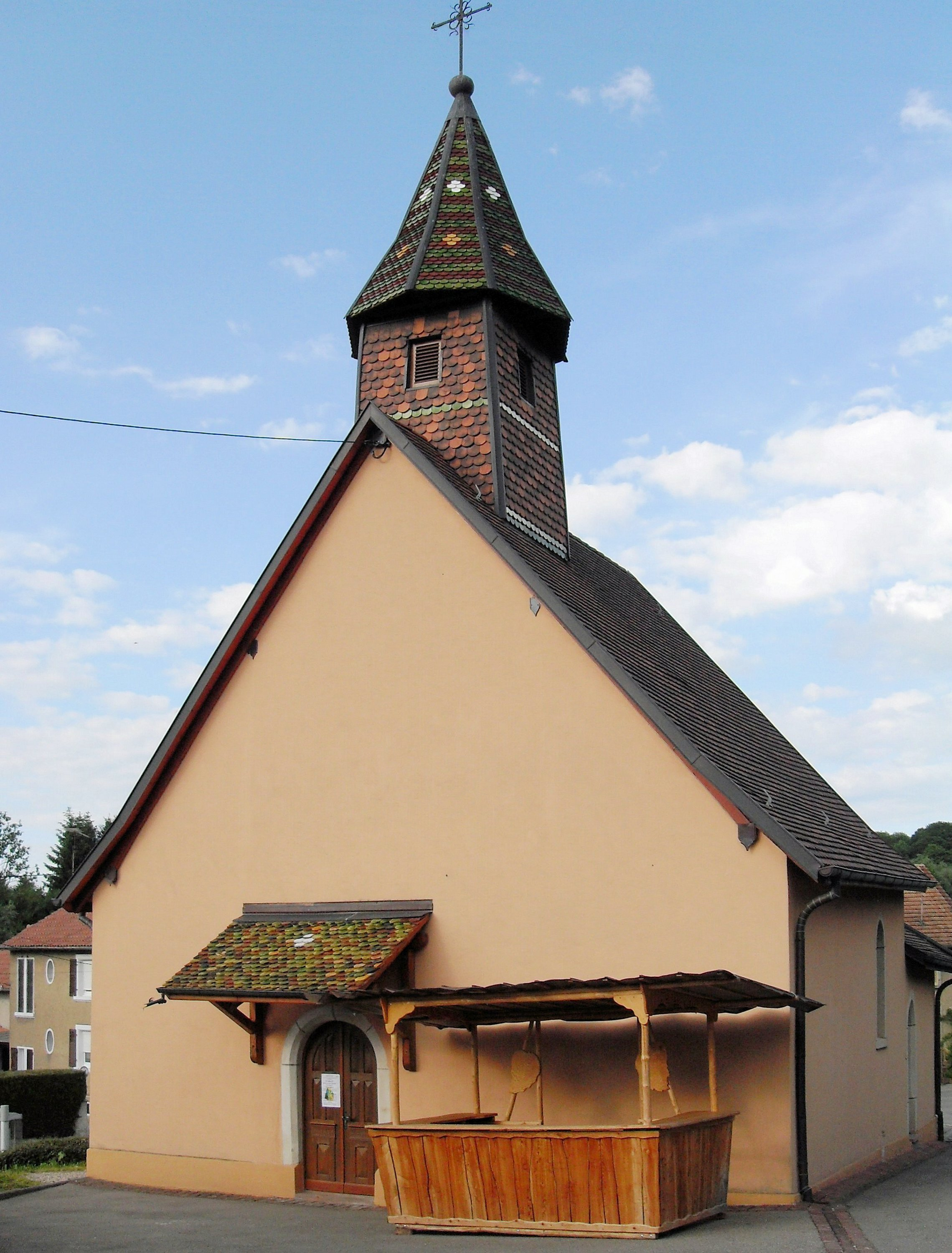
Heiligkreuzkapelle
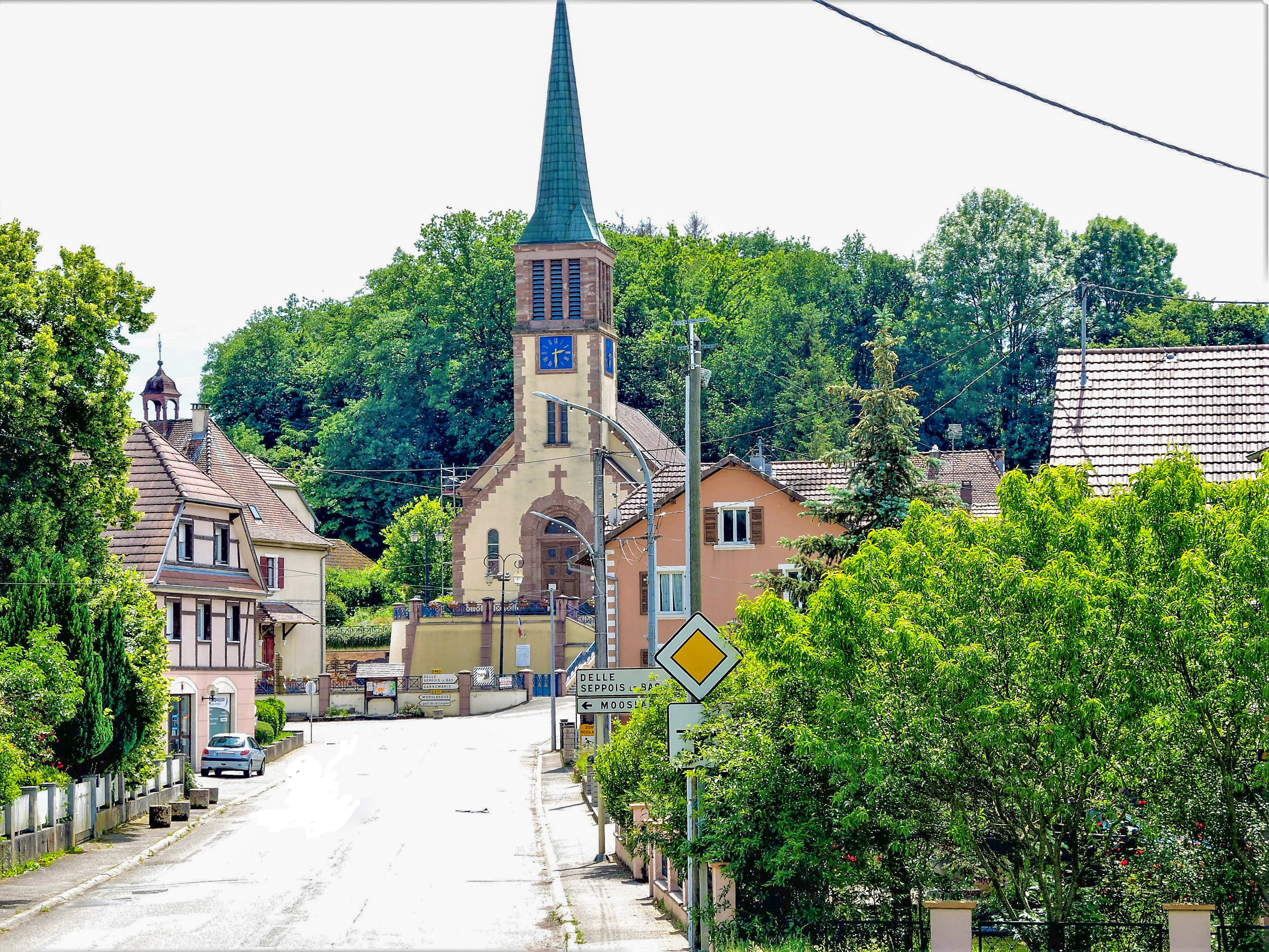
Blick zur Largue, Pfarrkirche St. Hubert im Hintergrund